# Kättlagölen
Kättlagölen är en sjö i Eksjö kommun i Småland och ingår i Emåns huvudavrinningsområde. Sjöns area är 0,011 kvadratkilometer och den är belägen 207,5 meter över havet.